# 概念框架

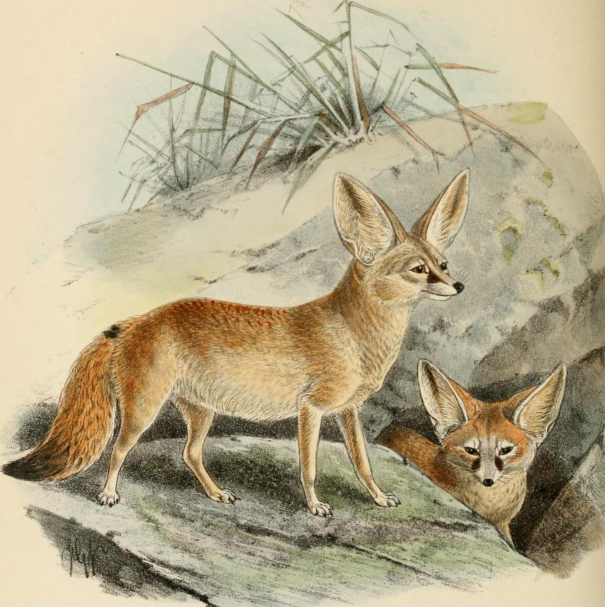
狐狸的隱喻: 「狐狸思考者」混合了多元性觀點，其中甚至有彼此矛盾的觀點，並且以多角度去看待世界。

概念框架（英語：Conceptual Framework）是一個具有許多變化和不同背景的分析手段，可以利用來進行概念區分和整理想法。有力的概念框架較能捕捉到一些重要資訊，並且使人易於記憶和應用。
以賽亞·伯林使用了狐狸和豪豬作隱喻，針對知名的哲學家或知名的作家的不同觀念視野進行概念性區分。伯林形容豪豬就如同那些以單一想法或原則看待世界的人（並且舉但丁， 布萊茲·帕斯卡， 杜斯妥也夫斯基， 柏拉圖， 亨裡克·易卜生 和 黑格爾為例）。而另一方面的狐狸，則混合了多元性觀點，其中甚至有彼此矛盾的觀點，並且以多角度去看待世界（並且舉出 歌德， 詹姆斯·喬伊斯， 威廉·莎士比亞， 亞里斯多德， 希羅多德， 莫里哀， 安德森， 奧諾雷·德·巴爾扎克為例）。
概念框架的差異，以及概念框架的彈性程度，都會影響一個人的世界觀。
經濟學家使用供應和需求的概念框架去區分企業和消費者的行為和動機。和其它許多概念框架一樣，供應和需求的概念框架可以透過視覺或圖形呈現。